# Hriszto Botev
Hriszto Botev (bolgárul: Христо Ботев, született: Hriszto Botjov Petkov bolgárul: Христо Ботйов Петков, Kalofer, Oszmán Birodalom, 1848. január 6. – Balkán-hegység, Vraca közelében, Oszmán Birodalom, 1876. június 1. (egyes források szerint: június 2.) bolgár költő, újságíró, forradalmár, a „bolgárok Petőfije”.

## Élete

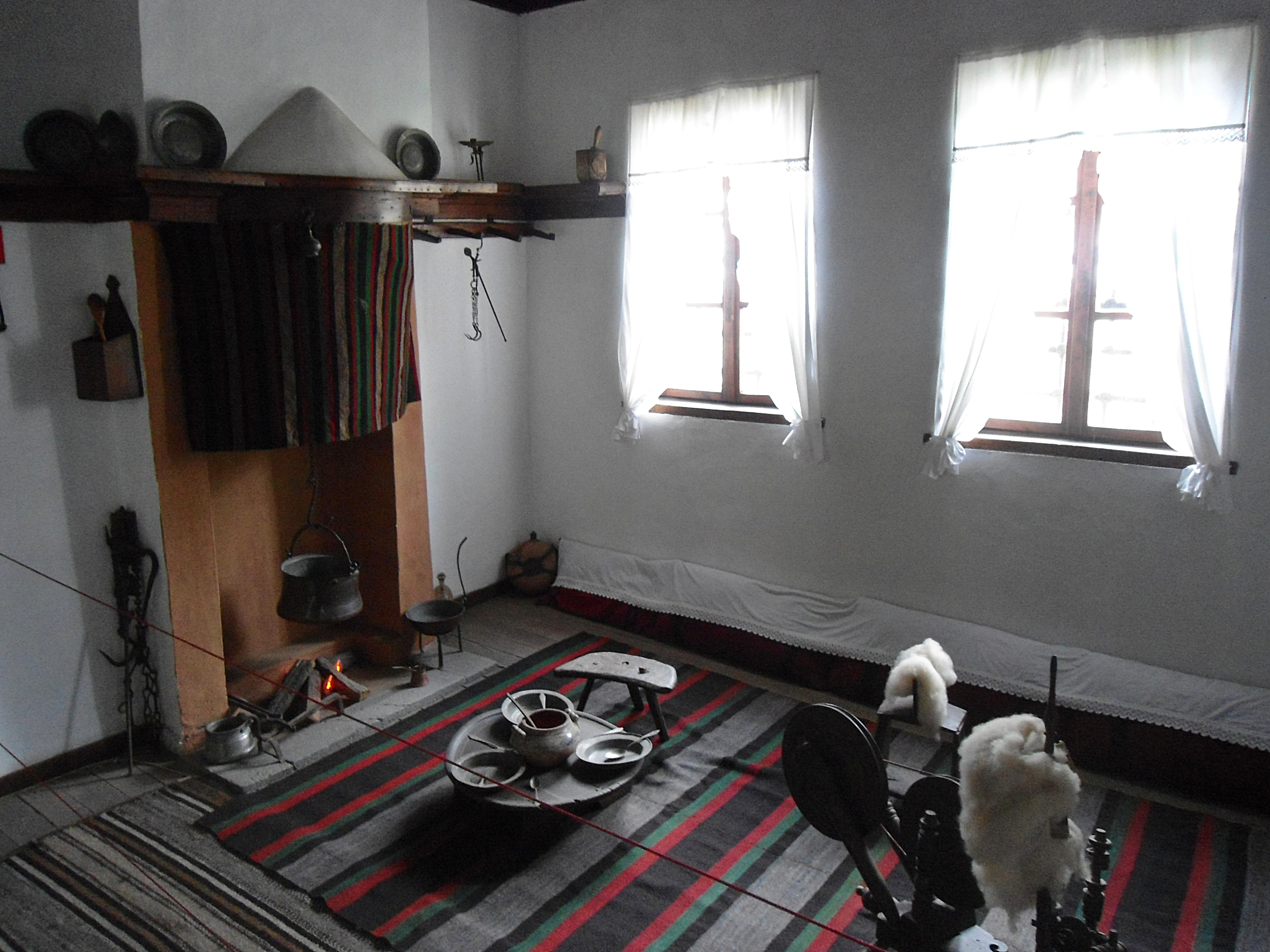
A költő szülőházának belső tere

Hriszto Botev 1848. január 6-án (a Julián naptár szerint: 1847. december 25-én) született az oszmán fennhatóság alatt álló bulgáriai faluban Kaloferben. Édesapja, Botyo Petkov, a köztiszteletben álló tanár, édesanyja, Ivanka Botyova Petkova, leánykori nevén, Ivanka Sztajkova Drjankova. Nyolc testvére volt, közülük Kiril Botev altábornagy vált ismertté.
1863 őszén Odesszában gimnáziumban tanult, ahol kapcsolatba került forradalmi eszméket hirdető illegális körökkel, ezért az iskolából 1865-ben kizárták. Ezután visszatért Bulgáriába, majd a Romániában élő bolgár emigrációhoz csatlakozott, ahol aktív forradalmi tevékenységet folytatott.
1864-ben feleségül vette Veneta Vizirevát, a tarnovói kereskedő, Sztojan Mincsev Vizirev lányát. A következő évben megszületett fiúk Dimitar (Димитър), aki még gyermekként elhunyt.
1866 őszén a besszarábiai Zadunajevkában vállalt tanítói állást.
1868 őszén beiratkozott a bukaresti egyetem orvosi fakultására.
Második gyermekük Ivanka 1876. április 12-én született a pár bukaresti lakásában (mely a Rumeoara utca a 2-es főút építése miatt elbontott részén állt).

### Az 1876-os forradalom
Az áprilisi felkelés kitörése után csapatával Gyurgyevóban elfoglalta a Radetzky osztrák gőzöst, hogy azzal Bulgáriába hajózzanak. Katonáival a Balkán-hegység felé tartottak, miközben kegyetlen csatákat vívtak a török katonasággal. A várt bolgár erősítés azonban nem érkezett meg. Botev a Vraca környéki harcokban esett el, 1876. június 1-jén este egy szívébe fúródott golyó okozta a halálát.

## Irodalmi munkássága
Első verse 1867-ben jelent meg. Nyílt és bátor hangja váratlanul csendült fel a bolgár lírában.
Mindössze huszonhét verset írt, de költészetének erkölcsi ereje, eszmei értéke és művészi hitele a legnagyobb bolgár költők közé emeli. A verseiben szorosan összefonódik a realizmus és a romantika. Botev lírája sokat merít a bolgár népköltészet hagyományaiból.
1874. december 8-án megindította a bolgár nemzeti újjászületés korának legjelentősebb forradalmi lapját, a Znamet. Publicisztikai, szatirikus írásai realisztikusak.
Хаджи Димитър (Hadzsi Dimitâr) című verse a szabadságért elesett hős balladája:
Harcban ki elhull érted, szabadság,

nem hal meg, él az! Példa a sorsa,
sajnálja ég s föld, hírét vadak s fák

zengik, s dalolnak dalnokok róla.

## Művei
- Válogatott írásai
- Kenyér vagy golyó

### Leismertebb versei
- Майци си (Anyám)
- До моето първо либе (Első szerelmemhez)
- На прощаване (Búcsú)
- Моята молитва (Az én imádságom)
- Обесването на Васил Левски (Vaszil Levszki fölakasztása)

### Magyarul
- Botev Hriszto válogatott írásai. Összes verse és válogatott politikai cikkei; ford., összeáll. Képes Géza; Révai, Bp., 1950
- Kenyér vagy golyó. Hrisztó Botev összes versei; ford. Képes Géza, Nagy László, utószó Juhász Péter; Európa, Bp., 1970
- Válogatott publicisztikai munkák; vál., bev., jegyz. Stefana Tarinszka, ford. Iréna Mijateva-Oppelz, Szófia-Pressz, Szófia, 1976
- Petőfi Sándor, Hriszto Botev válogatott művei; összeáll. Karig Sára, Cveta Undzsieva, ford. Jencs Márta et al., bev. Csavdar Dobrev, Képes Géza, életrajz, jegyz. Fekete Sándor és Cveta Undzsieva; Európa–Corvina–Hazafias Népfront Kiadója, Bp.–Szófia, 1977
- 8 vers (Bolgár költők antológiája, 1951)
- 7 vers (Bolgár költők antológiája, 1966)

## Emlékezete
- Nevét viseli egy rangos irodalmi díj, a Nemzetközi Botev-díj.
- Bulgáriában több tartományban van Botevo település, kerület. Az országban számos településen viseli utca a nevét.

### Magyarországon
- Veszprémben az Egry József utcai lakótelepen utca viseli a nevét és az utcában található a róla elnevezett Hriszto Botev Általános Iskola.
- Kazincbarcikán a városközpontban az egyik teret róla nevezték el.[4]
- Budapesten a Hriszto Botev Bolgár–Magyar Általános Iskola és Gimnázium az egyetlen bolgár tannyelvű magyarországi általános és középiskola volt.